# Закарія Лаб'яд
Закарія́ Лаб'я́д (араб. زكريا لبيض, нід. Zakaria Labyad, нар. 9 березня 1993, Утрехт) — марокканський та нідерландський футболіст, півзахисник національної збірної Марокко.
Виступав, зокрема, за «Аякс», ПСВ та «Спортінг».

## Клубна кар'єра
Народився 9 березня 1993 року в місті Утрехт і починав грати у футбол на вулицях міста. Під час дня набору в дитячу команду місцевого клубу «Утрехт» йому було запропоновано грати за команду ЮСВ Елінквейк. У клубі його тренерами стали Джон Вельдман і Алі Афеллай (старший брат Ібрагіма Афеллая). Спочатку Лаб'яд був воротарем, але після одного тренування був переведений на позицію польового гравця.

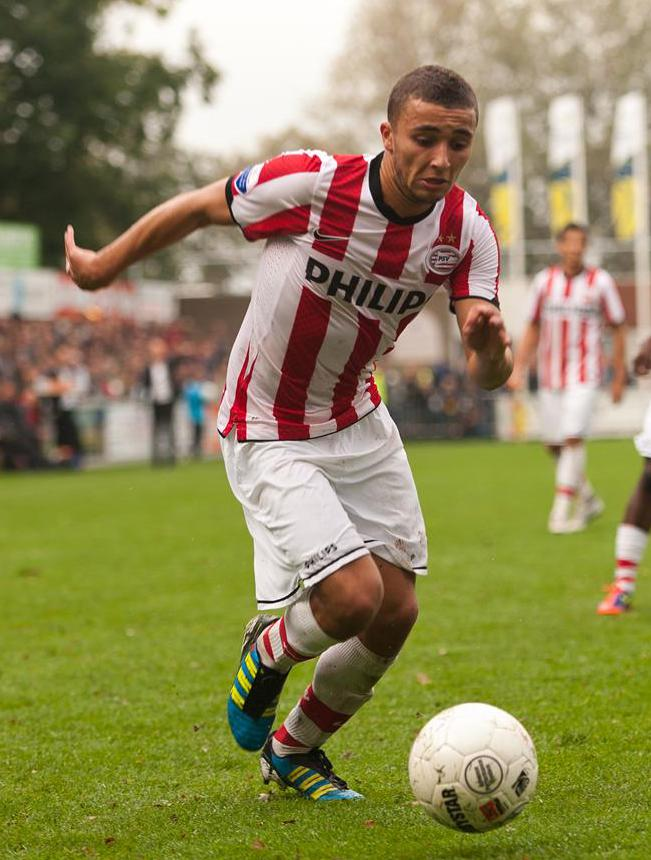
Закарія Лаб'яд під час виступів за ПСВ. 21 вересня 2011 року.

З 2004 року Лаб'яд грав за юнацький склад ПСВ. Щоб відвідувати тренування клубу йому доводилося їздити до Ейндговена на таксі, пізніше він змінив вигляд транспорту на поїзд. Він дебютував у першій команді 25 лютого 2010 року у віці 16 років, вийшовши на заміну в матчі Ліги Європи проти німецького «Гамбурга» (3:2). Через три дні, 28 лютого, він дебютував у чемпіонаті Нідерландів в грі проти «Валвейка» (5:1). 18 квітня він забив перші голи за ПСВ, відзначившись дублем у ворота «Гронінгена» (3:1).
З сезону 2011/12 став основним гравцем клубу і 8 квітня 2012 року Закарія з ПСВ виграв Кубок Нідерландів, вигравши у фіналі у «Гераклеса» з рахунком 3:0. Всього виступаючи за рідний клуб взяв участь у 45 матчах чемпіонату.
2 липня 2012 року Лаб'яд офіційно перейшов у лісабонський «Спортінг», підписавши з клубом п'ятирічний контракт. Ще у квітні португальський клуб оголосив, що Закарія перейде до команди влітку на правах вільного агента, підписавши попередній контракт, втім виявилось що його контракт був автоматично продовжений ще на рік, оскільки футболіст у останньому сезоні зіграв більше 30 матчів. При цьому футболіст не погоджувався з опцією продовженням контракту. В підсумку конфлікт було вирішено і португальський гранд виплатив за гравця 1 млн євро. Втім у «Спортінгу» стати основним футболіст не зумів, зігравши у першому сезоні лише 19 матчів у чемпіонаті.
Не провівши у першій половині сезону 2013/14 жодного матчу через конфлікт з клубом, на початку 2014 року він був відданий в оренду на півтора сезони «Вітесс». Після повернення в «Спортінг» влітку 2015 року, Закарія виступав виключно за дублюючу команду, а у лютому 2016 року був знову відданий в оренду, на цей раз в англійський «Фулгем», за який до кінця сезону зіграв дві гри у Чемпіоншипі. 31 серпня 2016 року «Спортінг» оголосив, що обидві сторони погодились розірвати контракт.
Після шести місяців без клубу, Лаб'яд підписав контракт на 3,5 року в січні 2017 року з «Утрехтом». В новій команді під керівництвом Еріка тен Гага, з яким вже спільно працював у ПСВ, Закарія швидко став основним гравцем.
У травні 2018 року Закарія Лаб'яд підписав чотирирічний контракт з «Аяксом»., який заплатив за гравця 6 мільйонів євро. У цій команді Закарія знову возз'єднався із тренером тен Гагом. Станом на 15 серпня 2018 року відіграв за команду з Амстердама 1 матч в національному чемпіонаті.

## Виступи за збірні
2007 року дебютував у складі юнацької збірної Нідерландів до 15 років, а за збірною до 17 років був учасником юнацького чемпіонату світу 2009 року. Всього взяв участь у 16 іграх на юнацькому рівні, відзначившись одним забитим голом.
2011 року на запрошення технічного директора олімпійської збірної Марокко Піма Вербека Лаб'яд вирішив виступати за збірну Марокко. Наступного року у її складі поїхав на Олімпійській ігри 2012 року у Лондоні, зігравши у всіх трьох іграх, втім його команда не вийшла з групи. Всього на молодіжному рівні зіграв у 17 офіційних матчах, забив 7 голів.
29 лютого 2012 року дебютував в офіційних матчах у складі національної збірної Марокко в товариській грі проти Буркіна-Фасо (2:0).
| Дата       | Місто          | Господарі | Результат | Гості        | Турнір           | Голи | Примітки |
| ---------- | -------------- | --------- | --------- | ------------ | ---------------- | ---- | -------- |
| 29-2-2012  | Марракеш       | Марокко   | 2 – 0     | Буркіна-Фасо | товариський матч | -    | 46'      |
| 14-8-2013  | Танжер         | Марокко   | 1 – 2     | Буркіна-Фасо | товариський матч | -    | 56'      |
| 13-11-2014 | Агадір (місто) | Марокко   | 6 – 1     | Бенін        | товариський матч | -    | 76'      |
| 16-11-2014 | Агадір (місто) | Марокко   | 2 – 1     | Замбія       | товариський матч | -    | 76'      |
| 28-3-2015  | Агадір (місто) | Марокко   | 0 – 1     | Уругвай      | товариський матч | -    | 65'      |
| 27-3-2018  | Касабланка     | Марокко   | 2 – 0     | Узбекистан   | товариський матч | -    | 46'      |
| Усього     |                | Матчів    | 6         |              | Голів            | 0    |          |

## Титули і досягнення
- Володар Кубка Нідерландів (3):

ПСВ: 2011-12
Аякс: 2018-19, 2020-21
- Чемпіон Нідерландів (3):

Аякс: 2018-19, 2020-21, 2021-22
- Володар Суперкубка Нідерландів (1):

Аякс: 2019